# Línea 4 (Metro de Caracas)
La Línea 4 es una extensión de la Línea 2 del Metro de Caracas. Fue creada en 2006 y su ampliación conocida como Línea 5 está actualmente en construcción. Tiene una extensión de 9.4 km. y un total de cuatro estaciones. Fue hecha para descongestionar el tramo Capitolio-Plaza Venezuela de la Línea 1.

## Estaciones

### Capuchinos
Fue inaugurada el 18 de julio de 2006 (los andenes dobles de las Líneas 2 y 4) se ubica en la Parroquia San Juan. Tiene una transferencia a la Línea 2 mediante los andenes dobles.

### Teatros
Fue inaugurada el 18 de julio de 2006 se ubica en la Parroquia Santa Teresa.

### Nuevo Circo
Fue inaugurada el 18 de julio de 2006 se ubica en las parroquias Santa Rosalía y San Agustín. Tiene una conexión con la ruta de Metrobús 661 (Nuevo Circo - San Agustín) y una conexión proyectada con la Línea 6 y el Metrocable San Agustín reemplazada por la ruta antes mencionada del Metrobús.

### Parque Central
Fue inaugurada el 18 de julio de 2006 se ubica en la Parroquia San Agustín. Tiene una conexión con el Metrocable San Agustín mediante la salida de la estación.

### Zona Rental
Fue inaugurada el 18 de julio de 2006 se ubica en la Parroquia El Recreo. Tiene una conexión con las Líneas 1 y 3 en la Estación Plaza Venezuela mediante una rampa de transferencia.